# Adolf Bożyński
Adolf Bożyński (ur. 24 kwietnia 1908 w Warszawie, zm. 24 kwietnia 1980 w Londynie) – polski aktor teatralny i radiowy, piosenkarz, żołnierz 2 Korpusu Polskiego.

## Życiorys
W okresie międzywojennym występował na scenach kabaretów warszawskich, a także w zespołach objazdowych na prowincji, np. w marcu 1929 był z zespołem pod kierownictwem Marii Balcerkiewiczówny w Kielcach, w kwietniu w Częstochowie i Cieszynie. Z objazdowym teatrem Wesoły Murzyn był m.in. w czerwcu 1935 roku w Nowym Sączu, a w lipcu i sierpniu w Tarnowie, we wrześniu 1936  w Stanisławowie. W sezonie 1936/37 należał do zespołu objazdowego Teatru Podolsko-Pokuckiego z siedzibą w Stanisławowie.
Pod pseudonimem Buzia wykonywał piosenki, m.in. Na Czerniakowskiej czy Strażak warszawski.
W czasie II wojny światowej jako żołnierz Armii Polskiej na Wschodzie z 2 Korpusem Polskim odbył kampanie na Bliskim i Środkowym Wschodzie oraz kampanię włoską. Zdobył liczne odznaczenia.
Od 1942 na Bliskim Wschodzie występował w zespole teatru rewiowego pod kierownictwem Feliksa Konarskiego (Ref-Rena); był także w zespole reprezentacyjnym Polska Parada (Polish Parade) oraz w Polskim Teatrze Objazdowym na Środkowym i Bliskim Wschodzie i w Palestynie. Od kwietnia 1943 był aktorem Teatru Dramatycznego Armii Polskiej na Wschodzie, a następnie do 1948 Teatru Dramatycznego 2 Korpusu Polskiego. Z zespołem tego teatru w 1946 przybył do Wielkiej Brytanii i pozostał na emigracji. Grał nadal w objazdowym Teatrze Dramatycznym, odwiedzając wiele ośrodków polskich na terenie Anglii, Walii i Szkocji oraz gościnnie z tym zespołem w Londynie (1947, 1948). Od sezonu 1948/49 do roku 1954 występował w Polskim Teatrze Dramatycznym w Londynie. Później przez kilkanaście lat mieszkał w Monachium, gdzie oboje z żoną, Adą Bożyńską, współpracowali z Rozgłośnią Polską Radia Wolna Europa. Nagrywali m.in. słuchowiska dla Teatru Wyobraźni Radia Wolna Europa.
W 1965 przyjechał do Londynu, gdzie od września występował w roli George'a Bernarda Shawa w sztuce Kochany kłamca Jerome'a Kilty'ego w Teatrze Polskim ZASP, za tę rolę otrzymał nagrodę teatralną "Dziennika Polskiego". W 1974 wrócił już na stałe do Londynu i wszedł w skład zespołu Teatru Polskiego ZASP, grał także w Teatrze dla Dzieci i Młodzieży Syrena. Występował jako aktor, piosenkarz i konferansjer na koncertach organizowanych przez emigracyjny ZASP. Reżyserował też i wystawiał programy rewiowe w "Ognisku Polskim".
Na emigracji uważany był za dobrego aktora charakterystycznego, szczególnie w rolach fredrowskich. Jego atutami były: dykcja i swoboda sceniczna. Posługiwał się środkami wyrazu pełnymi ekspresji a zarazem prostoty.